# Im Feuer (2004)
Im Feuer (Originaltitel: Ladder 49) ist ein Action-Drama aus dem Jahr 2004 von Jay Russell mit Joaquin Phoenix und John Travolta in den Hauptrollen. Die Uraufführung fand am 20. September 2004 in Los Angeles statt; in die amerikanischen Kinos kam der Film am 1. Oktober 2004, der deutsche Kinostart war am 3. Februar 2005.

## Handlung
Der Feuerwehrmann Jack Morrison und seine Kollegen begeben sich jeden Tag in Lebensgefahr, um Menschen aus brennenden Häusern zu retten. Eines Tages wird Einheit 49, zu der auch Jack gehört, zu einem schrecklichen Brand gerufen. Als Jack versucht, einen Mann aus den Flammen zu retten, gerät er selbst in Lebensgefahr.
Während sein Chef Mike Kennedy und seine Kollegen alles tun, um den Eingeschlossenen zu befreien, lässt Jack sein Leben noch einmal Revue passieren. Am Ende stirbt Jack in den Flammen.

## Hintergrund
Ursprünglich sollte der Film in New York gedreht werden. Nach den Anschlägen des 11. September wurde der Drehort nach Baltimore verlegt. Die Schauspieler haben vor dem Dreh längere Zeit in einer Feuerwache verbracht, um die Feuerwehrmänner authentischer darstellen zu können.
Die Produktionskosten von Im Feuer wurden auf 60 Millionen US-Dollar geschätzt. In den USA spielte der Film ca. 74,5 Millionen Dollar ein, weltweit ca. 102 Millionen Dollar.

## Auszeichnungen
Joaquin Phoenix und der Film als „herausragendes Drama“ wurden im Jahr 2005 für den Teen Choice Award nominiert. Der Song Shine Your Light von Robbie Robertson wurde 2005 für den Golden Satellite Award nominiert. Der Film und Joaquin Phoenix wurden 2005 für die MovieGuide Awards nominiert. 2005 wurden die Stuntleute für den Taurus Award nominiert. William Ross erhielt 2005 den BMI Film Music Award.

## Kritik
„Das emotional manipulative Melodram glorifiziert die Selbstaufgabe als Bestimmung und erschöpft sich in pathetischen Heldenfiguren.“